# Jason Flemyng
Jason Flemyng (født 25. september 1966) er en engelsk skuespiller, bedst kendt fra Guy Ritchie-filmene Lock, Stock and Two Smoking Barrels og Snatch.

## Karriere
Flemyng begyndte hans skuespillerkarriere med at spille gæsteroller i en række TV-serier, som for eksempel The Young Indiana Jones Chronicles (1992). Hans første store filmrolle var som Lt. John Wilkins i The Jungle Book (1994), en version af Disney-filmen med samme navn, bare i levende bilder. I 1998 fik han sit gennembrud som skuespiller, med rollen som Tom i kultfilmen Lock, Stock and Two Smoking Barrels. Guy Ritchie var tydeligvis så fornøjet med hans indsats at han to år senere brugte Flemyng igen, denne gang som Darren i storfilmen Snatch (2000), som også havde folk som Brad Pitt, Benicio Del Toro og Jason Statham på rollelisten.
Året efter var han med i krimifilmen From Hell med Johnny Depp. I 2003 spillede han en af hovedrollerne i fantasyfilmen The League of Extraordinary Gentlemen, som samlede en række af fiktionshistoriens mest kendte karakterer. Her spillede han Henry Jekyll/Edward Hyde.

## Filmografi

### Film
| År   | Titel                                       | Rolle                              | Noter |
| ---- | ------------------------------------------- | ---------------------------------- | --- |
| 1994 | The Jungle Book                             | Lieutenant John Wilkins            | |
| 1995 | Rob Roy                                     | Gregor                             | |
| 1996 | Stealing Beauty                             | Gregory                            | |
| 1996 | Hollow Reed                                 | Frank Donally                      | |
| 1996 | Indian Summer                               | Tonio                              | Also known as Alive & Kicking |
| 1997 | The James Gang                              | Frank James                        | |
| 1997 | The Life of Stuff                           | Willie Dobie                       | |
| 1997 | Spice World                                 | Brad                               | Også kendt som Spiceworld: The Movie |
| 1998 | Lock, Stock and Two Smoking Barrels         | Tom                                | |
| 1998 | The Red Violin                              | Frederick Pope                     | |
| 1998 | Deep Rising                                 | Mulligan                           | |
| 1999 | Tube Tales                                  | Luke                               | Segment: "Mr. Cool" |
| 2000 | Snatch                                      | Darren                             | |
| 2000 | Bruiser                                     | Henry Creedlow                     | |
| 2001 | Anazapta                                    | Nicholas                           | |
| 2001 | The Body                                    | Father Walter Winstead             | |
| 2001 | From Hell                                   | John Netley                        | |
| 2001 | Mean Machine                                | Bob Likely                         | |
| 2001 | The Bunker                                  | Cpl. Bruno Baumann                 | |
| 2001 | Rock Star                                   | Bobby Beers                        | |
| 2002 | Below                                       | Stumbo                             | |
| 2003 | Det Hemmlighedsfulde selskab                | Dr. Henry Jekyll / Mr. Edward Hyde | |
| 2004 | Lighthouse Hill                             | Charlie Davidson                   | |
| 2004 | Aaltra                                      | L'Anglais à la moto                | |
| 2004 | Atomik Circus – Le retour de James Bataille | James Bataille                     | |
| 2004 | Drum                                        | Jim Bailey                         | |
| 2004 | Layer Cake                                  | Crazy Larry                        | |
| 2004 | Seed of Chucky                              | Santa Claus                        | |
| 2005 | A Woman in Winter                           | David                              | |
| 2005 | Transporter 2                               | Dimitri                            | |
| 2006 | Pu-239                                      | Vlad                               | |
| 2006 | Rollin' with the Nines                      | Capt. Fleming                      | |
| 2006 | Telling Lies                                | Jack Munro                         | |
| 2006 | Backwaters                                  | Jason Weiss                        | |
| 2007 | Stardust                                    | Primus                             | |
| 2007 | The Death and Life of Bobby Z               | Brian Cervier                      | |
| 2007 | The Riddle                                  | Don Roberts                        | |
| 2008 | Mirrors                                     | Larry Byrne                        | |
| 2008 | Shifty                                      | Glen                               | |
| 2008 | The Curious Case of Benjamin Button         | Thomas Button                      | Nominated – Broadcast Film Critics Association Award for Best Cast Nominated – Screen Actors Guild Award for Outstanding Performance by a Cast in a Motion Picture |
| 2009 | Solomon Kane                                | Malachi                            | |
| 2009 | City of Life                                | Guy Berger                         | |
| 2010 | Clash of the Titans                         | Acrisius / Calibor                 | |
| 2010 | Kick-Ass                                    | Lobby Goon                         | |
| 2010 | The Social Network                          | Spectator                          | Uncredited |
| 2010 | Made in Romania                             | Himself                            | |
| 2010 | Dead Cert                                   | Chelsea Steve                      | |
| 2010 | Ironclad                                    | Beckett                            | |
| 2011 | X-Men: First Class                          | Azazel                             | |
| 2011 | Jack Falls                                  | Damien                             | |
| 2011 | Hanna                                       | Sebastian                          | |
| 2011 | Lost Christmas                              | Frank                              | |
| 2012 | Hamilton: In the Interest of the Nation     | Rob Hart                           | |
| 2012 | Great Expectations                          | Joe Gargery                        | |
| 2013 | I Give It a Year                            | Hugh                               | |
| 2013 | Welcome to the Punch                        | Harvey Crown                       | |
| 2013 | Sunshine on Leith                           | Harry Harper                       | |
| 2013 | Words of Everest                            | Edmund Hillary                     | |
| 2014 | Viy                                         | Jonathan Green                     | |
| 2014 | Top Dog                                     | Dan                                | |
| 2014 | Gemma Bovery                                | Charles Bovery                     | |
| 2014 | The Journey                                 | Ozzy                               | |
| 2014 | Stonehearst Asylum                          | Swanwick                           | |
| 2015 | Meet Pursuit Delange: The Movie             | Jonty Smith                        | |
| 2016 | Sweet Maddie Stone                          | Mr. Straker                        | Short film |
| 2017 | Access All Areas                            | Pete Kurtz                         | |
| 2017 | Revolt                                      | Stander                            | |
| 2017 | The Black Prince                            | Dr. Login                          | |
| 2018 | Walk Like a Panther                         | Ginger Frost                       | |
| 2019 | Viy 2: Journey to China                     | Jonathan Green                     | |
| 2019 | Military Wives                              | Crooks                             | |
| 2019 | Homeless Ashes                              | Gavin                              | |
| 2021 | Boiling Point                               | Alastair Skye                      | |
| 2022 | The 355                                     | Elijah Clarke                      | |
| 2024 | Firecracker                                 | Detective Gray                     | |
| 2024 | Ka Whawhai Tonu                             | Daniel Morgan                      | |
| 2024 | Deadpool & Wolverine                        | Azazel                             | |
| 2025 | Levon's Trade                               | TBA                                | |
| TBA  | Pegasus Bridge                              | Nigel Poett                        | |
| TBA  | Viy 3: Journey to India                     | Jonathan Green                     | |

### Tv
| År        | Titel                                      | Rolle                              | Noter                                            |
| --------- | ------------------------------------------ | ---------------------------------- | ------------------------------------------------ |
| 1991      | Rich Tea and Sympathy                      | John Merrygrove                    | 6 episodes                                       |
| 1991      | Screen One                                 | Colin                              | Episode: "A Question of Attribution"             |
| 1992      | The Good Guys                              | Dave Gilchrist                     | Episode: "Find the Lady"                         |
| 1992      | The Young Indiana Jones Chronicles         | Emile                              | 2 episodes                                       |
| 1992      | Witchcraft                                 | Assistant Director                 | 2 episodes                                       |
| 1993      | Lovejoy                                    | Danny                              | Episode: "God Helps Those"                       |
| 1993–1994 | Doctor Finlay                              | Dr. David Neil                     | 12 episodes                                      |
| 1996      | Beck                                       | Laurie Quinn                       | Episode: "Pride Before a Fall"                   |
| 1997      | The Ruth Rendell Mysteries                 | Peter Milton                       | Episode: "The Double"                            |
| 1997      | The Temptation of Franz Schubert           | Franz von Schober                  | Television film                                  |
| 1997      | The Hunger                                 | Young Man                          | Episode: "Menage a Trois"                        |
| 1998      | Tess of the D'Urbervilles                  | Alec D'Urberville                  | Television film                                  |
| 1999      | Alice in Wonderland                        | The Knave of Hearts                | Television film                                  |
| 1999      | Chasseurs d'écume                          | William Callaghan                  | Miniseries                                       |
| 1999      | Love in the 21st Century                   | Nick                               | Episode: "Commitment"                            |
| 2004      | When I'm 64                                | Little Ray                         | Television film                                  |
| 2004      | Agatha Christie's Marple                   | Lawrence Redding                   | Episode: "The Murder at the Vicarage"            |
| 2005      | The Quatermass Experiment                  | Professor Bernard Quatermass       | Television film                                  |
| 2005      | Faith                                      | Martin                             | Television film                                  |
| 2005      | Manhunters                                 | Jim Corbett                        | Episode: "The Man-Eating Leopard of Rudraprayag" |
| 2005      | The Ghost Squad                            | DS Jimmy Franks                    | Episode: "Firewall"                              |
| 2006      | Losing Gemma                               | Zac                                | 2 episodes                                       |
| 2009–2011 | Primeval                                   | Danny Quinn                        | 9 episodes                                       |
| 2011      | Jean-Claude Van Damme: Behind Closed Doors | Narrator                           | Documentary                                      |
| 2013      | Black Mirror                               | Jack Napier                        | Episode: "The Waldo Moment"                      |
| 2014      | The Musketeers                             | Vadim                              | Episode: "Sleight of Hand"                       |
| 2014      | The Missing                                | Mark                               | 8 episodes                                       |
| 2015      | The Last Kingdom                           | Kong Edmund                        | Episode: "Episode 2"                             |
| 2017      | SS-GB                                      | Colonel George Mayhew              | 5 episoder                                       |
| 2017–2018 | Jamestown                                  | Sir George Yeardley                | 13 episoder                                      |
| 2018      | Save Me                                    | Tam                                | 6 episodes                                       |
| 2019–2022 | Pennyworth                                 | Lord Harwood                       | Main role                                        |
| 2019–2022 | Love, Death & Robots                       | Paln                               | Episode: "Bad Travelling"                        |
| 2019      | A Christmas Carol                          | The Ghost of Christmas Yet to Come | Miniseries                                       |
| 2020      | Two Weeks to Live                          | DI Alan Brooks                     | Main role                                        |
| 2022      | The Walk-In                                | Nick Lowles                        | Main role                                        |
| 2023      | A Town Called Malice                       | Albert Lord                        | Main role                                        |
| TBA       | Prime Target                               |                                    | Kommende miniserie                               |